# Cúp quốc gia Scotland 2015–16
Cúp quốc gia Scotland 2015–16 là mùa giải thứ 131 của giải đấu bóng đá loại trực tiếp uy tín nhất Scotland. Giải đấu được tài trợ bởi công ty làm sách William Hill trong mùa giải thứ năm của hợp đồng tài trợ 5 năm. Trận chung kết diễn ra giữa hai đội ở Cấp độ 2 (Hibernian và Rangers), là lần đầu tiên không có đội bóng Premiership vào đến chung kết.
Đương kim vô địch là Inverness Caledonian Thistle, đội đã đánh bại Falkirk trong trận chung kết năm 2015, nhưng bị đánh bại ở Tứ kết sau trận đấu lại trước đội lên ngôi vô địch, Hibernian.

## Phủ sóng truyền thông
Từ vòng Bốn trở đi, các trận đấu được lựa chọn từ Cúp quốc gia Scotland được truyền hình trực tiếp ở Ireland và Vương quốc Liên hiệp Anh và Bắc Ireland bởi BBC Scotland và Sky Sports. BBC Scotland lựa chọn phát sóng một trận mỗi vòng với Sky Sports phát sóng hai trận mỗi vòng cùng một trận đấu lại; ngoài ra, Sky Sports cũng phát sóng trực tiếp cả hai trận bán kết cùng với một trận ở trên BBC Scotland & cả hai kênh đều trực tiếp trận chung kết.

## Lịch thi đấu
Lịch thi đấu của vòng loại Cúp quốc gia Scotland 2015–16, được thông báo bởi Hiệp hội bóng đá Scotland.
| Vòng           | Ngày thi đấu chính       | Số trận đấu | Câu lạc bộ | Số đội mới tham dự trong vòng |
| -------------- | ------------------------ | ----------- | ---------- | ----------------------------- |
| Vòng sơ loại 1 | 15 tháng 8 năm 2015      | 5           | 92 → 87    | 10                            |
| Vòng sơ loại 2 | 5 tháng 9 năm 2015       | 5           | 87 → 82    | 5                             |
| Vòng Một       | 26 tháng 9 năm 2015      | 18          | 82 → 64    | 31                            |
| Vòng Hai       | 24 tháng 10 năm 2015     | 16          | 64 → 48    | 14                            |
| Vòng Ba        | 28 tháng 11 năm 2015     | 16          | 48 → 32    | 16                            |
| Vòng Bốn       | 9 tháng 1 năm 2016       | 16          | 32 → 16    | 16                            |
| Vòng Năm       | 6 tháng 2 năm 2016       | 8           | 16 → 8     | Không có                      |
| Tứ kết         | 5 tháng 3 năm 2016       | 4           | 8 → 4      | Không có                      |
| Bán kết        | 16 & 17 tháng 4 năm 2016 | 2           | 4 → 2      | Không có                      |
| Chung kết      | 21 tháng 5 năm 2016      | 1           | 2 → 1      | Không có                      |

## Vòng sơ loại

### Vòng sơ loại 1
Vòng sơ loại 1 diễn ra vào ngày thứ Bảy 15 tháng 8 năm 2015. Vòng này có 15 câu lạc bộ bao gồm 5 trận đấu và 5 suất đi tiếp vào Vòng sơ loại 2. Các đội thi đấu trong vòng này đến từ Scottish Highland Football League, Scottish Lowland Football League, ESL, SSL, Scottish Junior FA và Scottish Amateur FA. Đây là lần đầu tiên đội vô địch Scottish Amateur Cup tham gia Cúp quốc gia Scotland.

#### Bốc thăm
Hawick Royal Albert, Kelty Hearts, Auchinleck Talbot, Hermes và Lothian Thistle HV đều được đi tiếp vào Vòng sơ loại 2.

#### Trận đấu
| 15 tháng 8 năm 2015 | Civil Service Strollers           | 3−0 | Newton Stewart | Edinburgh                                                   |  |
| 15:00               | Ballantyne 43', 60' · Stewart 75' |     |                | Sân vận động: Christie Gillies Park Trọng tài: Scott Lambie |  |

| 15 tháng 8 năm 2015 | Harestanes | 0−3    | Girvan | Kilsyth                                                       |  |
| 15:00               |            | Report |        | Sân vận động: Duncansfield Park, Trọng tài: Matthew MacDermid |  |

| 15 tháng 8 năm 2015 | St Cuthbert Wanderers | 3−1 | Burntisland Shipyard | Kirkcudbright                                           |  |
| 15:00               |                       |     |                      | Sân vận động: St Mary's Park Trọng tài: Graham Grainger |  |

| 15 tháng 8 năm 2015 | Golspie Sutherland | 1−6 | Cove Rangers                                                      | Golspie                                                 |  |
| 15:00               | Shewan 20'         |     | Nicol 18', 35' · Redford 21' · Watt 25', 52' (ph.đ.) · Scully 34' | Sân vận động: King George V Park Trọng tài: Liam Duncan |  |

| 15 tháng 8 năm 2015 | Wigtown & Bladnoch | 1−0 | Vale of Leithen | Wigtown                                                 |  |
| 15:00               |                    |     |                 | Sân vận động: Trammondford Park Trọng tài: Chris Graham |  |

### Vòng sơ loại 2
Vòng sơ loại 2 diễn ra vào ngày thứ Bảy 5 tháng 9 năm 2015. Vòng đấu có 10 câu lạc bộ bao gồm 5 trận đấu. Các đội thi đấu vòng này bao gồm 5 đội chiến thắng ở Vòng sơ loại 1 và 5 đội được miễn đấu ở Vòng sơ loại 1.

#### Trận đấu
| 5 tháng 9 năm 2015 | Civil Service Strollers | 0−4 | Kelty Hearts | Edinburgh                                                                                 |  |
| 15:00              |                         |     |              | Sân vận động: The Edinburgh Area Civil Service Sports Association Trọng tài: Grant Irvine |  |

| 5 tháng 9 năm 2015 | Hermes | 0−4 | Auchinleck Talbot | Aberdeen                                             |  |
| 15:00              |        |     |                   | Sân vận động: Uniconn Park Trọng tài: Lorraine Clark |  |

| 5 tháng 9 năm 2015 | Wigtown & Bladnoch | 2−3 | Hawick Royal Albert | Wigtown                                                 |  |
| 15:00              |                    |     |                     | Sân vận động: Trammondford Park Trọng tài: Scott Millar |  |

| 5 tháng 9 năm 2015 | Lothian Thistle HV | 2−2 | Girvan | Edinburgh                                                 |  |
| 15:00              |                    |     |        | Sân vận động: Saughton Enclosure Trọng tài: Stephen Brown |  |

| 5 tháng 9 năm 2015 | Cove Rangers | 7−2 | St Cuthbert Wanderers | Inverurie                                          |  |
| 15:00              |              |     |                       | Sân vận động: Harlaw Park Trọng tài: Chris Fordyce |  |

#### Đấu lại
| 12 tháng 9 năm 2015 | Girvan | 2−5 | Lothian Thistle HV | Girvan                                              |  |
| 15:00               |        |     |                    | Sân vận động: Hamilton Park Trọng tài: Lloyd Wilson |  |

## Vòng Một

### Bốc thăm
Có 18 trận đấu diễn ra ở Vòng Một của Cúp quốc gia Scotland. Lễ bốc thăm diễn ra vào ngày thứ Ba, 28 tháng 8 năm 2015. Tất cả các trận đấu đều diễn ra vào ngày thứ Bảy, 26 tháng 9 năm 2015. Các đội tham gia bao gồm 5 đội thắng ở Vòng sơ loại 2, 15 đội từ Scottish Highland Football League, 12 đội từ Scottish Lowland Football League và 4 đội từ East of Scotland Football League và các giải khác.
Các đội bóng được đánh dấu Gạch ngang là các đội bị loại ở vòng này.
| Đội thắng vòng sơ loại                                                                                 | Highland Football League | Lowland Football League | ESL & Các giải khác |
| --- | --- | --- | --- |
| 01. Kelty Hearts 02. Auchinleck Talbot 03. Hawick Royal Albert 04. Lothian Thistle HV 05. Cove Rangers | 06. Buckie Thistle 07. Clachnacuddin 08. Deveronvale 09. Formartine United 10. Forres Mechanics 11. Fort William 12. Fraserburgh 13. Huntly 14. Inverurie Loco Works 15. Keith 16. Lossiemouth 17. Nairn County 18. Rothes 19. Strathspey Thistle 20. Wick Academy | 21. BSC Glasgow 22. Cumbernauld Colts 23. Dalbeattie Star 24. Edinburgh University 25. Gala Fairydean Rovers 26. Gretna 2008 27. Preston Athletic 28. Selkirk 29. Spartans 30. Threave Rovers 31. Stirling University 32. Whitehill Welfare | SJFA North Premier League: 33. Banks O’Dee East of Scotland Football League 34. Coldstream Caledonian Amateur Football League 35. Glasgow University SJFA East Region Super League 36. Linlithgow Rose |

### Trận đấu
| 26 tháng 9 năm 2015 | Banks O' Dee | 2−3 | Cove Rangers | Aberdeen                                         |  |
| 15:00               |              |     |              | Sân vận động: Spain Park Trọng tài: Peter Stuart |  |

| 26 tháng 9 năm 2015 | BSC Glasgow | 2−2 | Auchinleck Talbot | Glasgow                                              |  |
| 15:00               |             |     |                   | Sân vận động: Lochburn Park Trọng tài: Graham Beaton |  |

| 26 tháng 9 năm 2015 | Strathspey Thistle | 1−2 | Edinburgh University | Grantown-on-Spey                                     |  |
| 15:00               |                    |     |                      | Sân vận động: Seafield Park Trọng tài: Graham Fraser |  |

| 26 tháng 9 năm 2015 | Lothian Thistle HV | 3−0 | Kelty Hearts | Edinburgh                                                   |  |
| 15:00               |                    |     |              | Sân vận động: Saughton Enclosure Trọng tài: David Dickinson |  |

| 26 tháng 9 năm 2015 | Preston Athletic | 2−3 | Fort William | Prestonpans                                          |  |
| 15:00               |                  |     |              | Sân vận động: Pennypit Park Trọng tài: Garry Doherty |  |

| 26 tháng 9 năm 2015 | Lossiemouth | 1−4 | Forres Mechanics | Lossiemouth                                    |  |
| 15:00               |             |     |                  | Sân vận động: Grant Park Trọng tài: David Watt |  |

| 26 tháng 9 năm 2015 | Keith | 1−5 | Inverurie Loco Works | Keith                                            |  |
| 15:00               |       |     |                      | Sân vận động: Kynoch Park Trọng tài: Thomas Shaw |  |

| 26 tháng 9 năm 2015 | Spartans | 5−1 | Coldstream | Edinburgh                                         |  |
| 15:00               |          |     |            | Sân vận động: Ainslie Park Trọng tài: Calum Scott |  |

| 26 tháng 9 năm 2015 | Hawick Royal Albert | 0−3 | Huntly | Hawick                                         |  |
| 15:00               |                     |     |        | Sân vận động: Albert Park Trọng tài: Kyle Hall |  |

| 26 tháng 9 năm 2015 | Deveronvale | 0−5 | Clachnacuddin | Banff                                                      |  |
| 15:00               |             |     |               | Sân vận động: Princess Royal Park Trọng tài: Dan McFarlane |  |

| 26 tháng 9 năm 2015 | Threave Rovers | 1−3 | Stirling University | Castle Douglas                                   |  |
| 15:00               |                |     |                     | Sân vận động: Meadow Park Trọng tài: Evan Cairns |  |

| 26 tháng 9 năm 2015 | Gala Fairydean Rovers | 0−2 | Linlithgow Rose | Galashiels                                          |  |
| 15:00               |                       |     |                 | Sân vận động: Netherdale Trọng tài: Duncan Williams |  |

| 26 tháng 9 năm 2015 | Nairn County | 5−1 | Selkirk | Nairn                                                |  |
| 15:00               |              |     |         | Sân vận động: Station Park Trọng tài: Chris Phillips |  |

| 26 tháng 9 năm 2015 | Buckie Thistle | 7−0 | Rothes | Buckie                                                  |  |
| 15:00               |                |     |        | Sân vận động: Victoria Park Trọng tài: George Robertson |  |

| 26 tháng 9 năm 2015 | Fraserburgh | 3−2 | Dalbeattie Star | Fraserburgh                                        |  |
| 15:00               |             |     |                 | Sân vận động: Bellslea Park Trọng tài: Liam Duncan |  |

| 26 tháng 9 năm 2015 | Wick Academy | 2−2 | Whitehill Welfare | Wick                                                  |  |
| 15:00               |              |     |                   | Sân vận động: Harmsworth Park Trọng tài: Ben Dempster |  |

| 26 tháng 9 năm 2015 | Formartine United | 3−1 | Gretna 2008 | Pitmedden                                                |  |
| 15:00               |                   |     |             | Sân vận động: North Lodge Park Trọng tài: Steven Traynor |  |

| ngày 27 tháng 9 năm 2015 | Cumbernauld Colts | 3−0 | Glasgow University | Cumbernauld                                             |  |
| 15:00                    |                   |     |                    | Sân vận động: Broadwood Stadium Trọng tài: Duncan Smith |  |

### Đấu lại
| 3 tháng 10 năm 2015 | Auchinleck Talbot | 5−0 | BSC Glasgow | East Ayrshire                                       |  |
| 15:00               |                   |     |             | Sân vận động: Beechwood Park Trọng tài: Steven Reid |  |

| 3 tháng 10 năm 2015 | Whitehill Welfare | 2−3 | Wick Academy | Rosewell                                             |  |
| 15:00               |                   |     |              | Sân vận động: Ferguson Park Trọng tài: Graham Beaton |  |

## Vòng Hai

### Bốc thăm
Có 16 trận đấu tại Vòng Hai của Cúp quốc gia Scotland. Lễ bốc thăm diễn ra vào ngày thứ Năm, 1 tháng 10 năm 2015. Tất cả các trận đấu đều diễn ra vào ngày thứ Bảy, 24 tháng 10 năm 2015. Các đội tham gia bao gồm 18 đội thắng ở Vòng Một, 10 đội đến từ Scottish League Two, và các đội đứng thứ nhất và thứ hai ở [Bóng đá Scotland[2014–15 |mùa giải trước]] của Scottish Highland Football League và Scottish Lowland Football League.
Các đội bóng được đánh dấu Gạch ngang là các đội bị loại ở vòng này.
| Scottish League Two | Highland Football League | Lowland Football League                                                                                                  | ESL & Các giải khác |
| --- | --- | --- | --- |
| 01. Annan Athletic 02. Arbroath 03. Berwick Rangers 04. Clyde 05. East Fife 06. East Stirlingshire 07. Elgin City 08. Montrose 09. Queen's Park 10. Stirling Albion | 11. Brora Rangers 12. Buckie Thistle 13. Clachnacuddin 14. Cove Rangers 15. Formartine United 16. Forres Mechanics 17. Fort William 18. Fraserburgh 19. Huntly 20. Inverurie Loco Works 21. Nairn County 22. Turriff United 23. Wick Academy | 24. Cumbernauld Colts 25. East Kilbride 26. Edinburgh City 27. Edinburgh University 28. Spartans 29. Stirling University | SJFA East Region Super League 30. Linlithgow Rose SJFA West Region Super League 31. Auchinleck Talbot East of Scotland League 32. Lothian Thistle HV |

### Trận đấu
| 24 tháng 10 năm 2015 | Inverurie Loco Works   | 2−1 | Edinburgh University | Inverurie                                          |  |
| 15:00                | Laing 45' · Hunter 89' |     | Paterson 15'         | Sân vận động: Harlaw Park Trọng tài: Dan McFarlane |  |

| 24 tháng 10 năm 2015 | Nairn County                  | 2−2 | Wick Academy          | Nairn                                            |  |
| 15:00                | Mackintosh 44' · Urquhart 80' |     | Weir 29' · Mackay 78' | Sân vận động: Station Park Trọng tài: David Watt |  |

| 24 tháng 10 năm 2015 | Cumbernauld Colts        | 2−0 | Auchinleck Talbot | Cumbernauld                                             |  |
| 15:00                | Broadfoot 65' · Munn 90' |     |                   | Sân vận động: Broadwood Stadium Trọng tài: Lloyd Wilson |  |

| 24 tháng 10 năm 2015 | Stirling University | 0−2 | Queen's Park   | Stirling                                              |  |
| 15:00                |                     |     | Woods 25', 54' | Sân vận động: Forthbank Stadium Trọng tài: Gavin Ross |  |

| 24 tháng 10 năm 2015 | Edinburgh City | 1−2 | Buckie Thistle                          | Edinburgh                                                 |  |
| 15:00                | McKee 36'      |     | MacRae 72' · MacKinnon 84' · Cheyne 43' | Sân vận động: Meadowbank Stadium Trọng tài: Calum Haswell |  |

| 24 tháng 10 năm 2015 | Formartine United      | 2−0 | Clyde | Pitmedden                                             |  |
| 15:00                | Rodger 33' · Gauld 90' |     |       | Sân vận động: North Lodge Park Trọng tài: Steven Reid |  |

| 24 tháng 10 năm 2015 | Elgin City  | 1−0 | Spartans | Elgin                                                |  |
| 15:00                | MacPhee 89' |     |          | Sân vận động: Borough Briggs Trọng tài: Grant Irvine |  |

| 24 tháng 10 năm 2015 | East Kilbride | 1−1 | Forres Mechanics | East Kilbride                                                   |  |
| 15:00                | Winter 49'    |     | Khutsishvili 47' | Sân vận động: K Park Training Academy Trọng tài: Lorraine Clark |  |

| 24 tháng 10 năm 2015 | Brora Rangers | 1−2 | Arbroath                        | Brora                                              |  |
| 15:00                | MacLean 50'   |     | Grehan 29' (ph.đ.) · Ramsay 58' | Sân vận động: Dudgeon Park Trọng tài: Craig Napier |  |

| 24 tháng 10 năm 2015 | Annan Athletic                                                   | 4−1 | Berwick Rangers               | Annan                                          |  |
| 15:00                | Weatherson 63' (ph.đ.), 81' · Todd 69' · Omar 84' · Osadolor 29' |     | Coultress 32' · Fairbairn 29' | Sân vận động: Galabank Trọng tài: Gavin Duncan |  |

| 24 tháng 10 năm 2015 | East Fife | 0−0 | Stirling Albion | Methil                                              |  |
| 15:00                |           |     | Robertson 90+1' | Sân vận động: Bayview Stadium Trọng tài: Barry Cook |  |

| 24 tháng 10 năm 2015 | Huntly                  | 2−1 | East Stirlingshire  | Huntly                                              |  |
| 15:00                | Booth 21' · Scoular 28' |     | McKenna 48' (ph.đ.) | Sân vận động: Christie Park Trọng tài: Duncan Smith |  |

| 24 tháng 10 năm 2015 | Lothian Thistle HV | 1−1 | Montrose     | Saughton                                                  |  |
| 15:00                | Wilkies 36'        |     | Campbell 12' | Sân vận động: Saughton Enclosure Trọng tài: Graham Beaton |  |

| 24 tháng 10 năm 2015 | Clachnacuddin | 1−3 | Linlithgow Rose                     | Inverness                                                 |  |
| 15:00                | Lawrie 45+3'  |     | Thom 10' · Weir 54' · Batchelor 67' | Sân vận động: Grant Street Park Trọng tài: Chris Phillips |  |

| 31 tháng 10 năm 2015 | Turriff United             | 2−3 | Fraserburgh                             | Turriff                                           |  |
| 15:00                | McGowan 6' · MacKenzie 48' |     | Johnston 21' · Lawrence 64' · Hay 90+3' | Sân vận động: The Haughs Trọng tài: Graham Fraser |  |

| 2 tháng 11 năm 2015 | Fort William | 0−4 | Cove Rangers                                     | Fort William                                          |  |
| 20:00               |              |     | Nichol 9' (ph.đ.) · Watt 23' · J. Smith 44', 82' | Sân vận động: Claggan Park Trọng tài: Chris McTiernan |  |

### Đấu lại
| 31 tháng 10 năm 2015 | Wick Academy                                                 | 5−1 | Nairn County | Wick                                                |  |
| 15:00                | Allan 18', 80' · Macadie 21' (pen) · Weir 40' · Mackay 90+5' |     | Gethins 39'  | Sân vận động: Harmsworth Park Trọng tài: David Watt |  |

| 31 tháng 10 năm 2015 | Forres Mechanics                  | 2−3 | East Kilbride                    | Forres                                              |  |
| 15:00                | McGovern 34' · Khutsishvili 90+2' |     | Hastings 8', 17' · Johnstone 89' | Sân vận động: Mosset Park Trọng tài: Lorraine Clark |  |

| 3 tháng 11 năm 2015 | Stirling Albion | 1−0 | East Fife | Stirling                                              |  |
| 19:30               | Doris 14'       |     |           | Sân vận động: Forthbank Stadium Trọng tài: Barry Cook |  |

| 3 tháng 11 năm 2015 | Montrose   | 1−2 (s.h.p.) | Lothian Thistle HV     | Montrose                                          |  |
| 19:45               | Masson 31' |              | Gormley 15' · Hare 97' | Sân vận động: Links Park Trọng tài: Graham Beaton |  |

## Vòng Ba

### Bốc thăm
Có 16 trận đấu ở Vòng Ba của Cúp quốc gia Scotland. Lễ bốc thăm diễn ra vào ngày thứ Năm, 29 tháng 10 năm 2015 và được tiến hành bởi cựu huấn luyện viên Scotland Alex McLeish, người vô địch Cúp quốc gia Scotland trên cương vị cầu thủ và huấn luyện viên. Tất cả các trận đấu đều diễn ra vào ngày thứ Bảy, 28 tháng 11 năm 2015. Các đội tham gia bao gồm 16 đội thắng ởVòng Hai, 10 đội từ Scottish League One, và 6 đội cuối bảng của Scottish Championship mùa giải trước.
Các đội bóng được đánh dấu Gạch ngang là các đội bị loại ở vòng này.
| Scottish Championship                                                                            | Scottish League One | Scottish League Two                                                                 | Highland Football League | Lowland Football League                 | ESL & Các giải khác                                                                              |
| ------------------------------------------------------------------------------------------------ | --- | ----------------------------------------------------------------------------------- | --- | --------------------------------------- | ------------------------------------------------------------------------------------------------ |
| 01. Alloa Athletic 02. Dumbarton 03. Falkirk 04. Greenock Morton 05. Livingston 06. Raith Rovers | 07. Airdrieonians 08. Albion Rovers 09. Ayr United 10. Brechin City 11. Cowdenbeath 12. Dunfermline Athletic 13. Forfar Athletic 14. Peterhead 15. Stenhousemuir 16. Stranraer | 17. Annan Athletic 18. Arbroath 19. Elgin City 20. Queen's Park 21. Stirling Albion | 22. Buckie Thistle 23. Cove Rangers 24. Formartine United 25. Fraserburgh 26. Huntly 27. Inverurie Loco Works 28. Wick Academy | 29. Cumbernauld Colts 30. East Kilbride | SJFA East Region Super League 31. Linlithgow Rose East of Scotland League 32. Lothian Thistle HV |

### Trận đấu
| 28 tháng 11 năm 2015 | Stranraer                                  | 3−1              | Buckie Thistle | Stranraer                                                          |  |
| 15:00                | Nequecaur 13' · McGuigan 54' · Thomson 72' | BBC Sport Report | Napier 55'     | Sân vận động: Stair Park Lượng khán giả: 415 Trọng tài: Barry Cook |  |

| 28 tháng 11 năm 2015 | Queen's Park | 1−1              | Forfar Athletic | Glasgow                                                                   |  |
| 15:00                | Duggan 30'   | BBC Sport Report | Denholm 60'     | Sân vận động: Hampden Park Lượng khán giả: 418 Trọng tài: John McKendrick |  |

| 28 tháng 11 năm 2015 | Formartine United | 1−1 | Cove Rangers | Pitmedden                                                                  |  |
| 15:00                | Barbour 45'       |     | Nicol 79'    | Sân vận động: North Lodge Park Lượng khán giả: 376 Trọng tài: Scott Millar |  |

| 28 tháng 11 năm 2015 | Albion Rovers | 0−2              | Greenock Morton           | Coatbridge                                                           |  |
| 15:00                |               | BBC Sport Report | Johnstone 41' · McKee 88' | Sân vận động: Cliftonhill Lượng khán giả: 505 Trọng tài: Greg Aitken |  |

| 28 tháng 11 năm 2015 | Falkirk                           | 4−1              | Fraserburgh  | Falkirk                                                                      |  |
| 15:00                | Miller 16', 74', 84' · Vaulks 70' | BBC Sport Report | Lawrence 67' | Sân vận động: Falkirk Stadium Lượng khán giả: 1,825 Trọng tài: Alan Newlands |  |

| 28 tháng 11 năm 2015 | Peterhead              | 1−3              | Livingston                | Peterhead                                                                   |  |
| 15:00                | McAllister 90' (ph.đ.) | BBC Sport Report | Glen 14' · White 25', 74' | Sân vận động: Balmoor Stadium Lượng khán giả: 587 Trọng tài: Crawford Allan |  |

| 28 tháng 11 năm 2015 | Huntly    | 1−1 | Lothian Thistle HV | Huntly                                                                |  |
| 15:00                | Booth 39' |     | Gormley 70'        | Sân vận động: Christie Park Lượng khán giả: 239 Trọng tài: Gavin Ross |  |

| 28 tháng 11 năm 2015 | Elgin City  | 1−2              | Raith Rovers                      | Elgin                                                                      |  |
| 15:00                | Halsman 90' | BBC Sport Report | McCord 39' (ph.đ.) · Anderson 54' | Sân vận động: Borough Briggs Lượng khán giả: 853 Trọng tài: George Salmond |  |

| 28 tháng 11 năm 2015 | Airdrieonians               | 3−1              | Brechin City | Airdrie                                                                      |  |
| 15:00                | Morgan 5', 25' · Prunty 70' | BBC Sport Report | Jackson 13'  | Sân vận động: Excelsior Stadium Lượng khán giả: 532 Trọng tài: Euan Anderson |  |

| 28 tháng 11 năm 2015 | Ayr United | 0−1              | Dunfermline Athletic | Ayr                                                                       |  |
| 15:00                |            | BBC Sport Report | Geggan 22'           | Sân vận động: Somerset Park Lượng khán giả: 1,576 Trọng tài: Kevin Clancy |  |

| 28 tháng 11 năm 2015 | Inverurie Loco Works                     | 4−4              | Annan Athletic                                     | Inverurie                                                            |  |
| 15:00                | McLean 37', 90' · Hunter 53' · Laing 68' | BBC Sport Report | Weatherson 3', 89' · Swinglehurst 70' · McColm 73' | Sân vận động: Harlaw Park Lượng khán giả: 340 Trọng tài: Steven Reid |  |

| 28 tháng 11 năm 2015 | Stenhousemuir              | 2−2              | East Kilbride         | Stenhousemuir                                                            |  |
| 15:00                | Scotland 73' · Malcolm 90' | BBC Sport Report | Coll 36' · Winter 59' | Sân vận động: Ochilview Park Lượng khán giả: 502 Trọng tài: Kevin Graham |  |

| 28 tháng 11 năm 2015 | Cowdenbeath  | 1−1              | Arbroath    | Cowdenbeath                                                            |  |
| 15:00                | Johnston 73' | BBC Sport Report | Whatley 56' | Sân vận động: Central Park Lượng khán giả: 409 Trọng tài: Brian Colvin |  |

| 1 tháng 12 năm 2015 | Stirling Albion                                              | 6−0              | Cumbernauld Colts | Stirling                                                                     |  |
| 19:45               | Doris 15', 49' · Dickson 22' · Beattie 73', 90' · Lander 83' | BBC Sport Report |                   | Sân vận động: Forthbank Stadium Lượng khán giả: 511 Trọng tài: Don Robertson |  |

| 8 tháng 12 năm 2015 | Dumbarton                                                     | 5−0              | Alloa Athletic | Dumbarton                                                                              |  |
| 19:30               | McCallum 1' · Fleming 14' · Kirkpatrick 78', 90' · Waters 90' | BBC Sport Report |                | Sân vận động: Dumbarton Football Stadium Lượng khán giả: 274 Trọng tài: Stephen Finnie |  |

| 16 tháng 12 năm 2015 | Wick Academy              | 2−2              | Linlithgow Rose             | Wick                                                   |  |
| 19:45                | Macadie 41' · Allan 90+3' | BBC Sport Report | Strickland 27' · Kelbie 50' | Sân vận động: Harmsworth Park Trọng tài: Don Robertson |  |

### Đấu lại
| 5 tháng 12 năm 2015 | Cove Rangers                               | 4−1 | Formartine United | Inverurie                                          |  |
| 15:00               | Watt 17' · Park 41' · Yule 72' · Milne 82' |     | Gauld 52'         | Sân vận động: Harlaw Park Trọng tài: Alan Newlands |  |

| 5 tháng 12 năm 2015 | East Kilbride  | 2−1 (s.h.p.)     | Stenhousemuir | East Kilbride                                                                     |  |
| 15:00               | Smith 6', 101' | BBC Sport report | McMenamin 31' | Sân vận động: K Park Training Academy Lượng khán giả: 488 Trọng tài: Kevin Graham |  |

| 5 tháng 12 năm 2015 | Forfar Athletic            | 2−1              | Queen's Park | Forfar                                                                    |  |
| 15:00               | Travis 45' · Templeman 77' | BBC Sport report | McKernon 52' | Sân vận động: Station Park Lượng khán giả: 520 Trọng tài: John McKendrick |  |

| 7 tháng 12 năm 2015 | Arbroath      | 2−4              | Cowdenbeath                                         | Arbroath                                                                    |  |
| 19:45               | Linn 42', 51' | BBC Sport Report | Spence 14' · Callaghan 21' · Brett 37', 40' (ph.đ.) | Sân vận động: Gayfield Park Lượng khán giả: 500 Trọng tài: Craig Charleston |  |

| 7 tháng 12 năm 2015 | Lothian Thistle HV                           | 3−0 | Huntly | Saughton                                                                     |  |
| 20:00               | MacKenzie 22' · Kerr 54' · Smith 83' (ph.đ.) |     |        | Sân vận động: Saughton Enclosure Lượng khán giả: 365 Trọng tài: Grant Irvine |  |

| 8 tháng 12 năm 2015 | Annan Athletic | 1−0              | Inverurie Loco Works | Annan                                                             |  |
| 19:45               | Weatherson 44' | BBC Sport Report |                      | Sân vận động: Galabank Lượng khán giả: 287 Trọng tài: Steven Reid |  |

| 22 tháng 12 năm 2015 | Linlithgow Rose                                                   | 5−1              | Wick Academy                               | Linlithgow                                                             |  |
| 19:30                | Weir 20' · Baptie 32' · Strickland 36' · Ruari MacLennan 52', 66' | BBC Sport Report | S. Mackay 4' · Campbell 24' · D. Allan 57' | Sân vận động: Prestonfield Lượng khán giả: 1,500 Trọng tài: Nick Walsh |  |

## Vòng Bốn

### Bốc thăm
Có 16 trận đấu ở Vòng Bốn của Cúp quốc gia Scotland. Lễ bốc thăm diễn ra vào ngày thứ Ba, 1 tháng 12 năm 2015. Tất cả các trận đấu đều diễn ra vào ngày thứ Bảy, 9 tháng 1 năm 2016. Các đội tham gia vào gồm 16 thắng ở Vòng Ba, 12 đội đến từ Scottish Premiership, và 4 đội cao nhất của Scottish Championship mùa giải trước.
Các đội bóng được đánh dấu Gạch ngang là các đội bị loại ở vòng này.
| Scottish Premiership | Scottish Championship | Scottish League One                                                                          | Scottish League Two                    | Các giải khác |
| --- | --- | -------------------------------------------------------------------------------------------- | -------------------------------------- | --- |
| 01. Aberdeen 02. Celtic 03. Dundee 04. Dundee United 05. Hamilton Academical 06. Heart of Midlothian 07. Inverness Caledonian Thistle 08. Kilmarnock 09. Motherwell 10. Partick Thistle 11. Ross County 12. St Johnstone | 13. Dumbarton 14. Falkirk 15. Greenock Morton 16. Hibernian 17. Livingston 18. Queen of the South 19. Raith Rovers 20. Rangers 21. St Mirren | 22. Airdrieonians 23. Cowdenbeath 24. Dunfermline Athletic 25. Forfar Athletic 26. Stranraer | 27. Annan Athletic 28. Stirling Albion | Highland Football League 29. Cove Rangers Lowland Football League 30. East Kilbride SJFA East Region Super League 31. Linlithgow Rose East of Scotland League 32. Lothian Thistle HV |

### Trận đấu
| 8 tháng 1 năm 2016 | St Mirren  | 1–2              | Partick Thistle         | Paisley                                                                     |  |
| 19:30              | Watson 88' | BBC Sport Report | Seaborne 62' · Amoo 73' | Sân vận động: St Mirren Park Lượng khán giả: 4,572 Trọng tài: Craig Thomson |  |

| 9 tháng 1 năm 2016 | Linlithgow Rose                                    | 3–3              | Forfar Athletic                                 | Linlithgow                                                                 |  |
| 13:30              | MacLennan 39' · Thom 49' · McKenzie 65' · Weir 66' | BBC Sport Report | Travis 32' · Campbell 50' (ph.đ.) · Swankie 53' | Sân vận động: Prestonfield Lượng khán giả: 2,153 Trọng tài: Stephen Finnie |  |

| 9 tháng 1 năm 2016 | St Johnstone | 0–1              | Kilmarnock | Perth                                                                      |  |
| 15:00              |              | BBC Sport Report | Slater 6'  | Sân vận động: McDiarmid Park Lượng khán giả: 3,147 Trọng tài: Kevin Clancy |  |

| 9 tháng 1 năm 2016 | Dunfermline Athletic         | 2–2              | Ross County                    | Dunfermline                                                            |  |
| 15:00              | El Bakhtaoui 15' · McKay 56' | BBC Sport Report | Schalk 4' · Graham 27' (ph.đ.) | Sân vận động: East End Park Lượng khán giả: 3,439 Trọng tài: Alan Muir |  |

| 9 tháng 1 năm 2016 | Stirling Albion | 0–0              | Inverness Caledonian Thistle | Stirling                                                                        |  |
| 15:00              |                 | BBC Sport Report |                              | Sân vận động: Forthbank Stadium Lượng khán giả: 1,224 Trọng tài: Mat Northcroft |  |

| 9 tháng 1 năm 2016 | Livingston | 0–1              | Greenock Morton | Livingston                                                                       |  |
| 15:00              |            | BBC Sport Report | O'Ware 65'      | Sân vận động: Almondvale Stadium Lượng khán giả: 873 Trọng tài: Craig Charleston |  |

| 9 tháng 1 năm 2016 | Dumbarton        | 2–1              | Queen of the South | Dumbarton                                                                              |  |
| 15:00              | Fleming 17', 57' | BBC Sport Report | Lyle 52'           | Sân vận động: Dumbarton Football Stadium Lượng khán giả: 680 Trọng tài: George Salmond |  |

| 9 tháng 1 năm 2016 | Motherwell                                              | 5–0              | Cove Rangers | Motherwell                                                            |  |
| 15:00              | Moult 2' · McDonald 6' · Johnson 34' · Pearson 44', 61' | BBC Sport Report |              | Sân vận động: Fir Park Lượng khán giả: 3,833 Trọng tài: Euan Anderson |  |

| 9 tháng 1 năm 2016 | Airdrieonians | 0–1              | Dundee United | Airdrie                                                                      |  |
| 15:00              |               | BBC Sport Report | Spittal 79'   | Sân vận động: Excelsior Stadium Lượng khán giả: 2,330 Trọng tài: Greg Aitken |  |

| 9 tháng 1 năm 2016 | Annan Athletic                      | 4–1              | Hamilton Academical | Annan                                                            |  |
| 15:00              | Flynn 6' · Todd 47' · Omar 66', 71' | BBC Sport Report | Docherty 65'        | Sân vận động: Galabank Lượng khán giả: 817 Trọng tài: Barry Cook |  |

| 9 tháng 1 năm 2016 | Raith Rovers | 0–2              | Hibernian                  | Kirkcaldy                                                                 |  |
| 15:00              |              | BBC Sport Report | McGregor 61' · Malonga 64' | Sân vận động: Stark's Park Lượng khán giả: 5,203 Trọng tài: Willie Collum |  |

| 9 tháng 1 năm 2016 | Heart of Midlothian | 1–0              | Aberdeen | Edinburgh                                                                      |  |
| 17:30              | Paterson 3'         | BBC Sport Report |          | Sân vận động: Tynecastle Stadium Lượng khán giả: 13,595 Trọng tài: John Beaton |  |

| 10 tháng 1 năm 2016 | Rangers                                                         | 5–1              | Cowdenbeath | Glasgow                                                                     |  |
| 13:00               | Wallace 19' · McKay 33' · Waghorn 48', 55' (ph.đ.), 78' (ph.đ.) | BBC Sport Report | Brett 40'   | Sân vận động: Ibrox Stadium Lượng khán giả: 20,915 Trọng tài: Steven McLean |  |

| 10 tháng 1 năm 2016 | Stranraer | 0–3              | Celtic                        | Stranraer                                                               |  |
| 15:15               |           | BBC Sport Report | Griffiths 18', 84' · Cole 42' | Sân vận động: Stair Park Lượng khán giả: 4,051 Trọng tài: Andrew Dallas |  |

| 20 tháng 1 năm 2016 | East Kilbride             | 2–0              | Lothian Thistle HV | East Kilbride                                                                   |  |
| 19:45               | J. Smith 40' · Winter 87' | BBC Sport Report |                    | Sân vận động: K Park Training Academy Lượng khán giả: 660 Trọng tài: Nick Walsh |  |

| 26 tháng 1 năm 2016 | Dundee                          | 3–1              | Falkirk    | Dundee                                                                 |  |
| 19:45               | Hemmings 39', 60' · Harkins 74' | BBC Sport Report | Watson 41' | Sân vận động: Dens Park Lượng khán giả: 4,279 Trọng tài: Willie Collum |  |

### Đấu lại
| 12 tháng 1 năm 2016 | Ross County | 1–0              | Dunfermline Athletic | Dingwall                                                                       |  |
| 19:45               | De Vita 70' | BBC Sport Report |                      | Sân vận động: Global Energy Stadium Lượng khán giả: 2,041 Trọng tài: Alan Muir |  |

| 19 tháng 1 năm 2016 | Inverness Caledonian Thistle   | 2–0              | Stirling Albion | Inverness                                                                        |  |
| 19:45               | Mbuyi-Mutombo 28' · Vigurs 61' | BBC Sport Report |                 | Sân vận động: Caledonian Stadium Lượng khán giả: 1,231 Trọng tài: Mat Northcroft |  |

| 26 tháng 1 năm 2016 | Forfar Athletic | 0–1 (s.h.p.)     | Linlithgow Rose | Forfar                                                                  |  |
| 19:45               |                 | BBC Sport Report | Kelbie 115'     | Sân vận động: Station Park Lượng khán giả: 1,168 Trọng tài: John Beaton |  |

## Vòng Năm

### Bốc thăm
Có 8 trận đấu ở Vòng Năm của Cúp quốc gia Scotland. Lễ bốc thăm diễn ra vào ngày thứ Hai, 11 tháng 1 năm 2016. Tất cả các trận đấu đều diễn ra vào ngày thứ Bảy, 6 tháng 2 năm 2016. Các đội tham gia là 16 đội thắng ở Vòng Bốn.
Các đội bóng được đánh dấu Gạch ngang là các đội bị loại ở vòng này.
| Scottish Premiership | Scottish Championship                                       | Scottish League Two | Các giải khác                                                                               |
| --- | ----------------------------------------------------------- | ------------------- | ------------------------------------------------------------------------------------------- |
| 01. Celtic 02. Dundee 03. Dundee United 04. Heart of Midlothian 05. Inverness Caledonian Thistle 06. Kilmarnock 07. Motherwell 08. Partick Thistle 09. Ross County | 10. Dumbarton 11. Greenock Morton 12. Hibernian 13. Rangers | 14. Annan Athletic  | Lowland Football League 15. East Kilbride SJFA East Region Super League 16. Linlithgow Rose |

### Trận đấu
| 6 tháng 2 năm 2016 | Rangers | 0–0              | Kilmarnock       | Glasgow                                                                    |  |
| 12:30              |         | BBC Sport report | Higginbotham 89' | Sân vận động: Ibrox Stadium Lượng khán giả: 33,581 Trọng tài: Bobby Madden |  |

| 6 tháng 2 năm 2016 | Motherwell   | 1–2              | Inverness Caledonian Thistle | Motherwell                                                            |  |
| 15:00              | McDonald 67' | BBC Sport report | Storey 39' · Roberts 90+1'   | Sân vận động: Fir Park Lượng khán giả: 3,907 Trọng tài: Steven McLean |  |

| 6 tháng 2 năm 2016 | Dundee United | 1–0              | Partick Thistle | Dundee                                                                      |  |
| 15:00              | Fraser 85'    | BBC Sport report |                 | Sân vận động: Tannadice Park Lượng khán giả: 5,803 Trọng tài: Willie Collum |  |

| 6 tháng 2 năm 2016 | Ross County                             | 4–2              | Linlithgow Rose                           | Dingwall                                                                           |  |
| 15:00              | Quinn 4' · Graham 58', 78' · Schalk 63' | BBC Sport report | Reckford 44' (l.n.) · Ruari MacLennan 76' | Sân vận động: Global Energy Stadium Lượng khán giả: 2,208 Trọng tài: Euan Anderson |  |

| 6 tháng 2 năm 2016 | Annan Athletic | 1–4              | Greenock Morton                       | Annan                                                             |  |
| 15:00              | Flynn 76'      | BBC Sport report | McCluskey 21', 65', 68' · McKee 45+2' | Sân vận động: Galabank Lượng khán giả: 756 Trọng tài: John Beaton |  |

| 6 tháng 2 năm 2016 | Dumbarton | 0–0              | Dundee | Dumbarton                                                                                |  |
| 15:00              |           | BBC Sport report |        | Sân vận động: Dumbarton Football Stadium Lượng khán giả: 1,410 Trọng tài: Stephen Finnie |  |

| 7 tháng 2 năm 2016 | Heart of Midlothian       | 2–2              | Hibernian                 | Edinburgh                                                                        |  |
| 12:30              | Djoum 32' · Nicholson 44' | BBC Sport Report | Cummings 80' · Hanlon 90' | Sân vận động: Tynecastle Stadium Lượng khán giả: 16,845 Trọng tài: Craig Thomson |  |

| 7 tháng 2 năm 2016 | East Kilbride | 0–2              | Celtic                             | Airdrie                                                                         |  |
| 15:00              |               | BBC Sport Report | Griffiths 21' · Kazim-Richards 50' | Sân vận động: Excelsior Stadium Lượng khán giả: 7,767 Trọng tài: George Salmond |  |

### Đấu lại
| 16 tháng 2 năm 2016 | Hibernian        | 1–0              | Hearts       | Edinburgh                                                               |  |
| 19:45               | Cummings 4', 78' | BBC Sport Report | Augustyn 76' | Sân vận động: Easter Road Lượng khán giả: 19,433 Trọng tài: John Beaton |  |

| 16 tháng 2 năm 2016 | Kilmarnock  | 1–2              | Rangers                | Kilmarnock                                                              |  |
| 19:45               | McKenzie 7' | BBC Sport Report | Waghorn 3' · Clark 90' | Sân vận động: Rugby Park Lượng khán giả: 13,179 Trọng tài: Bobby Madden |  |

| 23 tháng 2 năm 2016 | Dundee                                                  | 5–0              | Dumbarton | Dundee                                                                  |  |
| 19:45               | McGinn 16' · Hemmings 29' · Stewart 51', 90' · Holt 79' | BBC Sport Report |           | Sân vận động: Dens Park Lượng khán giả: 3,532 Trọng tài: Stephen Finnie |  |

## Tứ kết

### Bốc thăm
Có 4 trận đấu ở Tứ kết của Cúp quốc gia Scotland. Lễ bốc thăm diễn ra vào ngày thứ Hai, 8 tháng 2 năm 2016 và được tiến hành bởi cựu tiền vệ Celtic và vô địch Cúp quốc gia Scotland Ľubomír Moravčík. Lễ bốc thăm được truyền hình trực tiếp trên Sky Sports News, trở nên xấu xí vì phải bị hoãn do có một trái bóng bị mở ra trong thùng. Sau sự trì hoãn, lễ bốc thăm đã kết thúc thành công ở lần thử thứ hai.
Các trận đấu đều diễn ra vào ngày thứ Bảy, 5 tháng 3 năm 2016. Các đội tham gia gồm 8 đội thắng ở Vòng Năm.
Các đội bóng được đánh dấu Gạch ngang là các đội bị loại ở vòng này.
| Scottish Premiership                                                                     | Scottish Championship                         |
| ---------------------------------------------------------------------------------------- | --------------------------------------------- |
| 01. Celtic 02. Dundee 03. Dundee United 04. Inverness Caledonian Thistle 05. Ross County | 06. Greenock Morton 07. Hibernian 08. Rangers |

### Trận đấu
| 5 tháng 3 năm 2016 | Rangers                                              | 4–0              | Dundee | Glasgow                                                                 |  |
| 12:30              | Forrester 1' · Holt 47' · Halliday 54' · Wallace 84' | BBC Sport Report |        | Sân vận động: Ibrox Stadium Lượng khán giả: 30,944 Trọng tài: Alan Muir |  |

| 5 tháng 3 năm 2016 | Ross County                    | 2–3              | Dundee United                           | Dingwall                                                                           |  |
| 15:00              | Boyce 24' · Graham 60' (ph.đ.) | BBC Sport Report | Anier 57', 65' · Durnan 59' · McKay 89' | Sân vận động: Global Energy Stadium Lượng khán giả: 3,052 Trọng tài: Craig Thomson |  |

| 6 tháng 3 năm 2016 | Celtic                                           | 3–0              | Greenock Morton | Glasgow                                                                   |  |
| 12:00              | Griffiths 14' · Mackay-Steven 25' · McGregor 35' | BBC Sport Report |                 | Sân vận động: Celtic Park Lượng khán giả: 14,858 Trọng tài: Willie Collum |  |

| 6 tháng 3 năm 2016 | Hibernian    | 1–1              | Inverness Caledonian Thistle | Edinburgh                                                                 |  |
| 14:00              | Keatings 54' | BBC Sport Report | Mbuyi-Mutombo 77'            | Sân vận động: Easter Road Lượng khán giả: 9,884 Trọng tài: Crawford Allan |  |

### Đấu lại
| 16 tháng 3 năm 2016 | Inverness Caledonian Thistle | 1–2              | Hibernian       | Inverness                                                                        |  |
| 19:45               | Vigurs 77'                   | BBC Sport Report | Stokes 36', 41' | Sân vận động: Caledonian Stadium Lượng khán giả: 3,207 Trọng tài: Stephen Finnie |  |

## Bán kết

### Bốc thăm
Có 2 trận đấu ở Bán kết của Cúp quốc gia Scotland. Lễ bốc thăm diễn ra vào ngày Chủ Nhật, 6 tháng 3 năm 2016 lúc 4:45pm trực tiếp trên Sky Sports News HQ. Cả hai trận đấu đều diễn ra vào ngày thứ Bảy, 16 tháng 4 năm 2016. Các đội tham gia gồm 4 đội thắng ở Tứ kết.
Các đội bóng được đánh dấu Gạch ngang là các đội bị loại ở vòng này.
| Scottish Premiership         | Scottish Championship     |
| ---------------------------- | ------------------------- |
| 01. Celtic 02. Dundee United | 03. Hibernian 04. Rangers |

### Trận đấu
| 16 tháng 4 năm 2016                | Hibernian | 0−0 (s.h.p.) (4−2 p)            | Dundee United | Glasgow                                                                  |  |
| 12:15                              |           | Report                          |               | Sân vận động: Hampden Park Lượng khán giả: 19,651 Trọng tài: John Beaton |  |
|                                    |           | Loạt sút luân lưu               |               |                                                                          |  |
| McGinn · Hanlon · Boyle · Cummings |           | Spittal · Mckay · Dixon · Demel |               |                                                                          |  |

| 17 tháng 4 năm 2016                                            | Rangers                | 2−2 (s.h.p.) (5−4 p)                                             | Celtic                       | Glasgow                                                                    |  |
| 12:00                                                          | Miller 16' · McKay 96' | Report                                                           | Sviatchenko 50' · Rogic 106' | Sân vận động: Hampden Park Lượng khán giả: 50,069 Trọng tài: Craig Thomson |  |
|                                                                |                        | Loạt sút luân lưu                                                |                              |                                                                            |  |
| Halliday · Tavernier · McKay · Clark · Wallace · Zelalem · Law |                        | Mulgrew · McGregor · Bitton · Brown · Griffiths · Lustig · Rogic |                              |                                                                            |  |

## Chung kết
| Rangers                   | 2–3        | Hibernian                   |
| ------------------------- | ---------- | --------------------------- |
| Miller 27' · Halliday 64' | BBC Report | Stokes 3', 80' · Gray 90+2' |

## Thống kê

### Cầu thủ ghi nhiều bàn thắng nhất
Tính đến các trận đấu diễn ra ngày 17 tháng 4 năm 2016
| Vị thứ | Cầu thủ          | Câu lạc bộ      | Số bàn thắng |
| ------ | ---------------- | --------------- | ------------ |
| 1      | Peter Weatherson | Annan Athletic  | 5            |
| 2      | Leigh Griffiths  | Celtic          | 4            |
| 2      | Anthony Stokes   | Hibernian       | 4            |
| 2      | Ruari MacLennan  | Linlithgow Rose | 4            |
| 2      | Martyn Waghorn   | Rangers         | 4            |
| 2      | Brian Graham     | Ross County     | 4            |
| 7      | 9 cầu thủ        | 9 cầu thủ       | 3            |

- NB: Cầu thủ ghi bàn chỉ bao gồm các cầu thủ ghi bàn thắng từ Vòng Hai trở đi